# Louis Amiel
Pour les articles homonymes, voir Amiel.
Louis Amiel (né le 26 janvier 1800 à Quillan - mort le 26 décembre 1862 à Blois) est un feuilletoniste français, qui a réalisé des recherches historiques en compilant ou commentant des documents inédits. Il a contribué à de nombreuses revues au travers de feuilletons ou d'histoires courtes qui lui ont assuré une notoriété. Il a fait reconnaître l'œuvre de Félix Armand : le percement de la route de la Pierre-Lys qui permit d'ouvrir l'accès de la Haute Vallée de l'Aude.  

## Biographie
Il débute comme enseignant à Narbonne. À Paris, il devient précepteur des enfants du Prince de Bauffremont (lié à la famille des ducs de Montmorency). Lors de la Révolution de 1830, il se lie aux chefs du parti orléaniste dont François Guizot, ministre de Louis-Philippe. Il devient rédacteur d'un journal du Calvados. Il est blessé lors d'un duel contre un rédacteur d'un journal concurrent du Calvados et renonce à cet emploi pour revenir à Paris. François Guizot le nomme à la Commission de l'Histoire de France (attaché aux travaux historiques à la bibliothèque du roi) ; il publie, par exemple, avec Pierre Varin "Archives législatives et administratives de la ville de Reims" de 1839 à 1853 (10 tomes). À la suite du décès de son épouse, il doit élever seul leur fils. Il devint un feuilletoniste, et publie dans de nombreux journaux, en plus d'être un des rédacteurs du "Journal de Paris".  
Par exemple : En 1838 il publie  dans le "Journal des demoiselles" (n° 9) le salon littéraire de Pierre Corneille chez le Duc de Bouillon, (n° 10 d'octobre) le baptême du dauphin futur Louis XIII, et 'Mosaïque' (leçon de morale sur l'injure). En 1840 et 1841 dans "Le Journal des Chasseurs"  il fait paraître : "Gaces de la Vigne. Le roman des oiseaux", "Une chasse à l'ours dans les Pyrénées-Orientales", "Les aventures de Jean Blaireau"
En 1838 dans "Une lecture par jour : mosaïque littéraire, historique, morale et religieuse", il publie "Une inondation dans les Pyrénées" , texte repris de nombreuses publications et durant tout le XIXe s (par exemple ,), ainsi qu'au XXe s, il est mentionné par exemple en 1991 dans "Etudes de Lettres" (Université de Lausanne), en 1997 dans "Les Textes d'Action" par Françoise Revaz, en 2001 dans la revue "Pratiques".
Dans le cadre de son chantier de prospection du patrimoine français, il a permis la sauvegarde du château de Puivert (Aude),
Il a consacré à  "Félix Armand" une nouvelle publiée dans plusieurs revues entre 1839 et 1850. En 1856, il organise une souscription pour l'érection d'une statue à Félix Armand dans sa ville natale de Quillan. En 1859 il réécrit la nouvelle sur Félix Armand pour en faire un livre "Félix Armand, curé de St Martin-Lys, sa vie, son œuvre" (dont les bénéfices des ventes ont été entièrement consacrés à la souscription pour la statue). C'est en œuvrant à ce projet qu'il souhaitait voir aboutir dès 1863, 1864 au plus tard, qu'il partit de Quillan pour Paris et tomba malade durant le voyage, pour mourir à Blois,.
Son corps fut rapatrié à Quillan où il fut enterré.